# Flavius Avitus Marinianus
 (mai 2016).
Si vous disposez d'ouvrages ou d'articles de référence ou si vous connaissez des sites web de qualité traitant du thème abordé ici, merci de compléter l'article en donnant les références utiles à sa vérifiabilité et en les liant à la section « Notes et références ».
Flavius Avitus Marinianus (fl. 423-ap. 440) est un homme politique de l'Empire Romain, consul en 423.

## Biographie
Fils de Flavius Egnatius Severus et petit-fils paternel de Quintus Flavius Egnatius Placidus Severus et de sa femme Antonia Marcianilla.
Avitus était préfet du prétoire et consul en 423, il est mentionné dans le Gesta de purgatione Xysti III episcopi' dans une liste d'aristocrates impliqués dans les enquêtes contre le pape Sixte III. Bien que le Gesta est reconnu depuis longtemps comme un faux plus tard, B. L. Twyman a soutenu en 1970 que la liste des aristocrates a été prise à partir d'une enquête papale tardive concernant le dépôt de l'évêque Celidonius par l'archevêque Hilaire d'Arles. T. D. Barnes suite a montré que la liste a été mieux expliqué que le produit de «un écrivain du sixième siècle [qui] a délibérément mélangé personnes réelles et fictives."
Il avait une femme, Anastasia, décédée ap. 440, fille de Rufius Postumianus et de sa femme Adeodata, et un fils, Flavius Rufius Praetextatus Postumianus (consul en 448); il est possible que Rufius Viventius Gallus était un autre fils. Marinianus et sa femme étaient chrétiens ; à la demande du pape Léon Ier, ils ont restauré la mosaïque sur la façade de la basilique Saint-Pierre le Vieux, comme enregistré par une inscription sur la mosaïque elle-même.